# 阿拉韋帕 (亞利桑那州)
阿拉韋帕（英語：Aravaipa）是位於美國亞利桑那州葛蘭姆縣的一個鬼鎮。由於此地已於1893年被荒廢，本地已無人居住。

## 地理
阿拉韋帕的座標為32°57′26″N 110°21′18″W / 32.95722°N 110.35500°W，而該地的平均海拔高度為1401米（即4596英尺）。